# Launay
Launay – miejscowość i gmina we Francji, w regionie Normandia, w departamencie Eure.
Według danych na rok 1990 gminę zamieszkiwały 202 osoby, a gęstość zaludnienia wynosiła 89 osób/km² (wśród 1421 gmin Górnej Normandii Launay plasuje się na 699 miejscu pod względem liczby ludności, natomiast pod względem powierzchni na miejscu 875).